# Turmhügel Thalkirchen
Der Turmhügel Thalkirchen ist eine abgegangene mittelalterliche Turmhügelburg (Motte) unmittelbar östlich der Kirche Mariä Himmelfahrt in Thalkirchen, einem ehemaligen Gemeindeteil der niederbayerischen Gemeinde Perkam, im Landkreis Straubing-Bogen. Die Anlage wird als Bodendenkmal unter der Aktennummer D-2-7140-0184 als „Turmhügel des Mittelalters“ geführt.

## Beschreibung
Der zwischen Kirche und Schule gelegene Turmhügel Thalkirchen ist kaum mehr zu erkennen. Nach dem Urkataster von Bayern war im nordwestlichen Areal ein steil geböschter Hügel mit einem Wall- und Grabenzug nach Osten noch vorhanden. Heute ist der Burgplatz bewaldet und Reste des Turmhügels sind nicht mehr zu sehen.